# Ань-Шянфобал
Ань-Шянфобал (англ. Old Parish; ирл. An Seanphobal) — деревня в Ирландии, находится в графстве Уотерфорд (провинция Манстер). Здесь расположен памятник Ричарду  Дэлею, предки которого некогда эмигрировали из этой деревни.